# ۴۲۶ (میلادی)
۴۲۶ (میلادی) چهارصد و بیست و ششمین سال تقویم میلادی است.

## درگذشتگان
‎